# Stereobalanus canadensis
Stereobalanus canadensis är en djurart som tillhör fylumet svalgsträngsdjur, och som först beskrevs av Spengel 1893.  Stereobalanus canadensis ingår i släktet Stereobalanus och familjen Harrimaniidae. Inga underarter finns listade i Catalogue of Life.